# 노란 조끼 운동
노란 조끼 운동(프랑스어: mouvement des gilets jaunes 질레 존[ʒilɛ ʒon][*], 이탈리아어: gilet gialli 질레스 잘리[*], 네덜란드어: gele hesjes, 영어: yellow vests movement, yellow jackets movement)은 2018년 10월 21일 프랑스에서 처음 시작된 후 11월 17일 대규모로 전개되어 주변국(이탈리아, 벨기에, 네덜란드)으로 번지고 있는 대규모 시위다. 경찰이 강경진압하면서 시위대가 격화, 소요화되었다. 시위대는 정부의 부유세 인하, 긴축 재정과 유류세 및 자동차세 인상을 주요 골자로 한 조세개혁이 중산계급과 노동계급에게만 부담을 지운다고 주장하고 있으며, 에마뉘엘 마크롱 대통령의 사임을 요구하고 있다.
초기에는 부유세 인하, 긴축정책, 석유 제품 가격 및 세금 인상에 대한 반대가 중점이었으나 이후 관련있는 구매력 관련 주제로도 주장이 확대되어 중산층이 붕괴되던 시골 및 농촌, 중간 도시로 시위가 확대되었고 시위대의 주장도 에마뉘엘 마크롱 대통령의 사임으로 번졌다. 시위는 SNS를 통해 빠르게 확산하였으며 11월 17일 프랑스 전국 시위를 시작으로 대규모로 확대되었다. 12월 3일 시위에선 경찰이 쏜 최루탄에 80대 여성이 머리를 정통으로 맞아 사망하기도 하였다.
대다수 여론의 지지를 얻는 노란 조끼 시위는 정치권에도 많은 관심을 가져 니콜라 뒤퐁에냥, 진 라살, 마린 르 펜, 장뤼크 멜랑숑, 프랑수나 아셀리노, 로랑 보키에 등 여러 프랑스 야당 지도자의 지지를 얻었다.

## 재산 피해
시위가 집중된 개선문에선 '무명 용사의 묘'가 훼손되고, 내부 조각상과 기념품 가게도 부숴지는 등 피해가 속출하였고 시위 과정에서 경찰차에 있던 소총이 도난당하는 일도 발생하였고, 파리에 여행을 온 한국 관광객들도 시내에 나가지 못하고 호텔 안에서 고립되었다.
시위가 갈수록 격해지면서 사망자가 발생하였다.
파리 시내 6개 빌딩(상점 포함)과 130여곳의 바리케이드, 인근 차량 112대에서 방화에 따른 화재가 발생했다.
2018년 12월 10일 보르도에 있는 애플 스토어가 노란 조끼 시위자들에 의해 약탈당했다.
2019년 1월 13일 공영 AFP통신의 영상취재 기자 2명이 10여명의 시위대에 둘러싸여 손과 발로 신체와 카메라를 가격당하는일이 벌어졌고, 다른 기자는 바닥에 내동댕이쳐져 구타를 당하기 직전 다른 시위참가자들의 보호를 받고 겨우 빠져나오기도 했다.

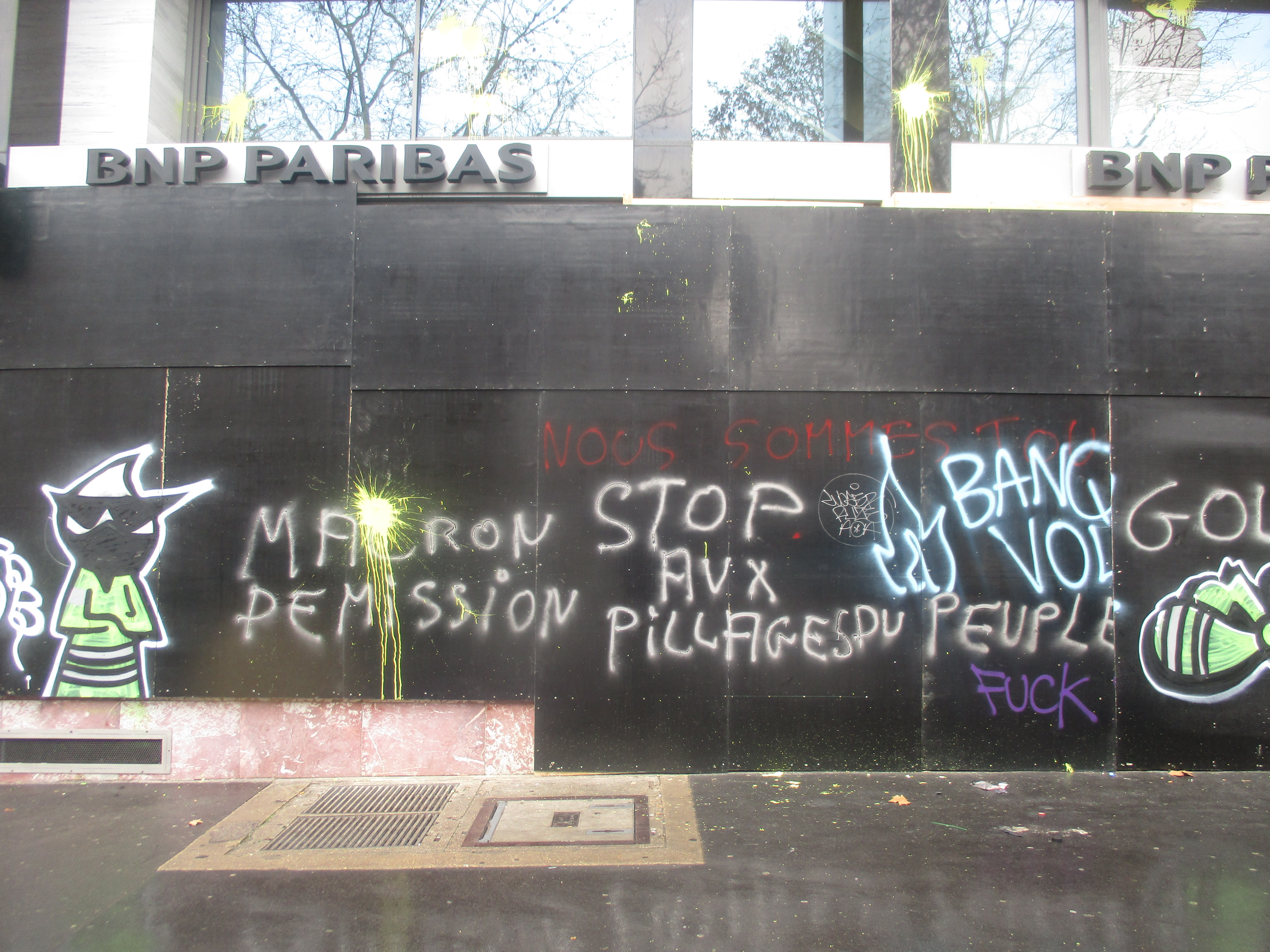
2018년 12월 1일 파리 사태 이후 건물 담벼락 낙서

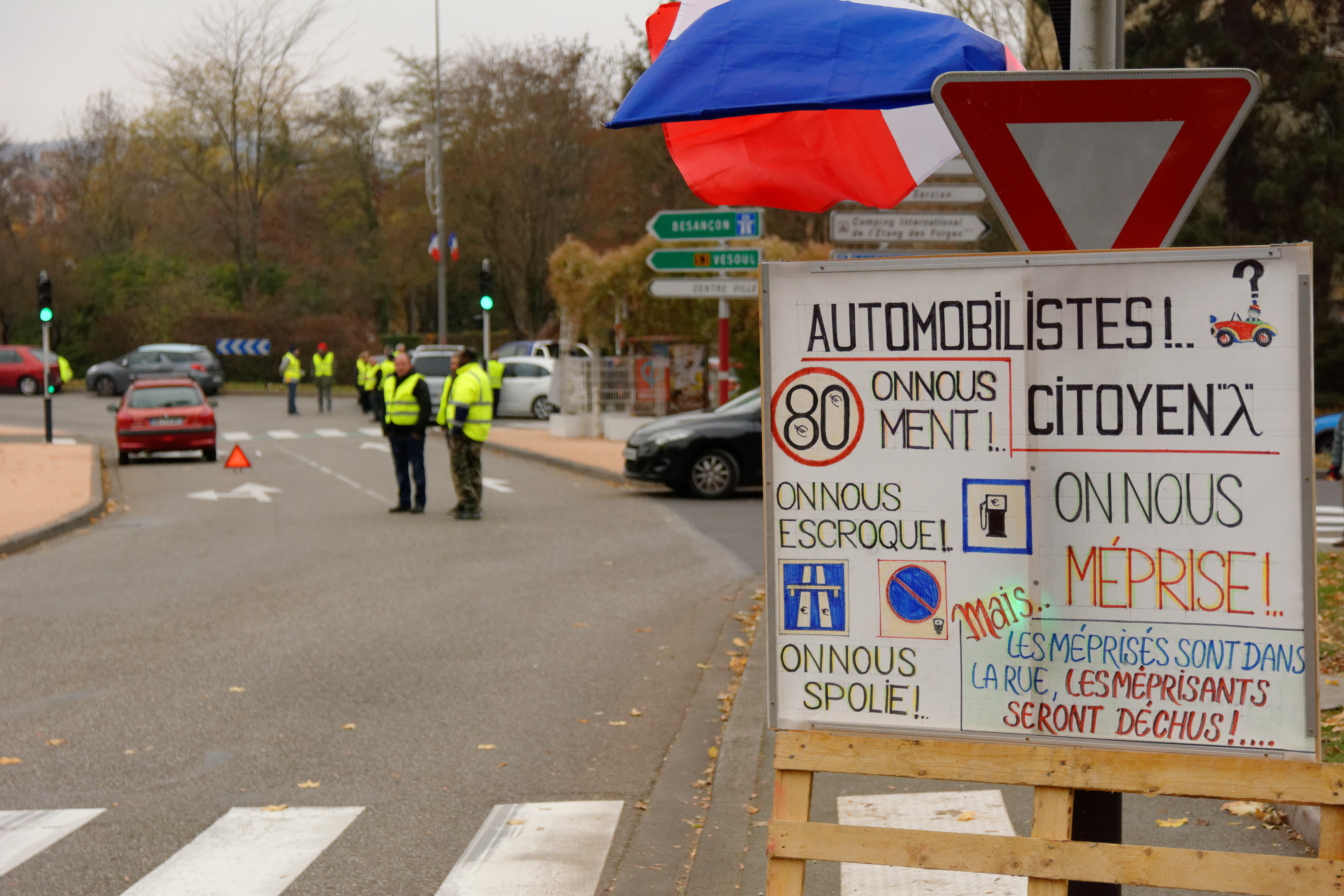
벨포르 근처 도로 차단 항의 글

## 반응

### 여론조사
처음 시위는 여러 계층에게 지지받았는데, 농촌 지역 코뮌 및 소규모 마을 주민들의 지지가 강했다. 여론조사 응답자의 거의 대부분은 유류세 인상이 에너지 전환 목적으로 보이지 않으며 정부는 이 같은 증세를 그만해야 한다고 주장했다.
11월 21-22일 Odoxa에서 실시한 여론조사에선 여러 언론 보도 이후에도 노란 조끼 운동에 대해서 긍정적으로 평가하는 비율이 많았다. 시위에 대한 지지도는 시간이 갈수록 증가하여 시위가 폭력적으로 변한 이후에도 상승했는데, 11월 28일 같은 기관에서 실시한 여론조사에선 응답자의 84%가 시위에 지지하였다.
| 문답                            | 11월 17일 이전          | 11월 17-23일 | 11월 24-30일 | 12월 1-7일 |
| ------------------------------- | ----------------------- | ------------ | ------------ | ---------- |
| 시위를 지지하는가? (Odoxa)      | 78 %(11/1), 74 %(11/16) | 77 %(11/22)  | 84 %(11/28)  | 77%(12/6)  |
| 시위의 주장에 찬성하는가? (BVA) | -                       | 72 %(11/23)  | -            | 71%(12/4)  |
| 시위에 지지/동정하는가? (Elabe) | 73 %(11/14)             | 70 %(11/21)  | 75 %(11/28)  | 72%(12/5)  |
| 시위에 지지/동정하는가? (Ifop)  | 71 %(11/7), 69 %(11/14) | 66 %(11/21)  | 71 %(11/28)  | 72%(12/5)  |
| 시위에 지지하는가? (OpinionWay) | 65 %(11/15)             | 64 %(11/22)  | 66 %(11/27)  | 68%(12/6)  |
| 시위를 지지하는가? (Harris)     | 72 %(11/17)             | -            | -            | 72 %(12/3) |

### 프랑스 정부
에두아르 필리프 총리는 이번 사태를 논의하기 위해 야당 대표들과 만나 협의를 거치고 있으며, 에마뉘엘 마크롱 대통령은 아르헨티나에서 열린 G20 정상회의를 마치고 귀국하자마자 전쟁터나 다름없이 보이는 파리 시내를 둘러보고 총리와 내무장관 등과 긴급 대책회의를 소집하기도 했다.

## 같이 보기
- 68운동
- 에마뉘엘 마크롱 반대 시위